# Setanta opacula
Setanta opacula là một loài tò vò trong họ Ichneumonidae.